# Lasionycta benjamini
Lasionycta benjamini är en fjärilsart som beskrevs av Hill 1927. Lasionycta benjamini ingår i släktet Lasionycta och familjen nattflyn. Inga underarter finns listade i Catalogue of Life.

## Bildgalleri

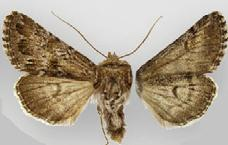
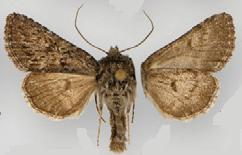